# Попова Олена Кимівна
Олена Кимівна Попова (нар.. 17 квітня 1956, Ленінград, СРСР) — радянська і російська актриса театру і кіно. З 1978 року виступає на сцені Великого драматичного театру ім. Г. О. Товстоногова. Народна артистка РФ (1999).

## Біографія
Олена Попова у 1979 році закінчила Ленінградський державний інститут театру, музики і кінематографії (курс А. В. Кацмана і Л. А. Додіна). У 1978 році була прийнята в трупу Ленінградського Великого драматичного театру ім. М. Гіркого. В даний час є однією з провідних актрис театру, що з 1992 року носить ім'я Г. О. Товстоногова.

## Театральні роботи
- 1978 — «Жорстокі ігри» А. Н. Арбузова. Постановка Ю. Е. Аксьонова — Неля
- 1979 — «Наш городок» Т. Вайлдера. Постановка Е. Аксера — Емілі
- 1979 — «Три мішка бур'янистої пшениці» В. Тендрякова. Постановка Г. О. Товстоногова — Віра (введення)
- 1980 — «Вовки і вівці» А. Н. Островського. Постановка Р. А. Товстоногова — Глафіра
- 1980 — «Перечитуючи заново». Постановка Г. О. Товстоногова і Ю. Е. Аксьонова — Сапожникова
- 1981 — «Останній строк» В. Р. Распутіна. Постановка Є. О. Лебедєва — Танчора (введення)
- 1982 — «Амадеус» П. Шеффера. Постановка Г. О. Товстоногова і Ю. Е. Аксьонова — Констанції Вебер
- 1983 — «Кафедра» В. В. Врублевської. Постановка М. Ю. Резніковича — Віра Белкун
- «Скляний звіринець»
- «Дворянське гніздо»
- «Підступність і любов»
- «Брехня на довгих ногах»
- «Федра»
- «Борис Годунов»
- «Будинок, де розбиваються серця»
- «Батько»
- «Будинок, де розбиваються серця» Б. Шоу — Леді Етеруорд
- «Дванадцята ніч, або Як побажаєте» В. Шекспіра — Марія
- «Дурощі!» А. Н. Островський, П. М. Невежина — Гуріївна
- «Ангелова лялька» Е. С. Кочергіна — Персонаж
- «Дядечків сон» Ф. М. Достоєвського — Карпухіна Софія Петрівна, полковниця
- «Дон Карлос, інфант іспанський» Ф. Шіллера — принцеса Еболі

## Фільмографія
- 1971 — «День за днем»
- 1976 — «Ключ без права передачі» — епізодична роль
- 1980 — «Кущ бузку»
- 1985 — «Батальйони просять вогню» — медсестра Шура
- 1985 — «Зустрінемось в метро» — Зоя
- 1985 — «Продавець птахів» — Христина (головна роль)
- 1986 — «Земля мого дитинства»
- 1986 — «Очна ставка»
- 1986 — «Ті, що зійшли з небес» — Нюся
- 1987 — «Незвичайні пригоди Карика і Валі» — Олена
- 1988 — «Радості земні»
- 1988 — «В'язень замку Іф» — епізодична роль
- 1989 — «Замри — помри — воскресни!» — мати Валерки
- 1990 — «Мишоловка» — Моллі Релстон (головна роль)
- 1991 — «Не будіть сплячого собаку» — Ада
- 1992 — «Самостійне життя» — мати Валерки
- 1994 — «Глухар» — головна роль
- 1994 — «Без зворотної адреси» — жінка «бальзаківського» віку (головна роль)
- 2000 — «Будинок Надії»
- 2001 — «Кріт» — Ніна Пантелєєва
- 2002 — «Кріт-2»
- 2002 — «Мішель»
- 2003 — «Завжди говори „завжди“» — епізодична роль
- 2004 — «Таємниці слідства-4» — Храмова
- 2006 — «Виклик-2»
- 2006 — «Кружляння в межах кільцевої» — Ірина
- 2006 — «Ніяких інших бажань» — Вона (головна роль)
- 2006 — «Розклад доль» — Нонна Смирнова
- 2006 — «Старі справи» — Ольга
- 2006 — «Годину пік» — Надія Іванівна
- 2010 — «Сімейний будинок» — мати Артема

## Озвучення
- 2006 — «Фаворський» — співробітниця

## Звання та нагороди
- Заслужена артистка РРФСР(1991).[3]
- Народна артистка Російської Федерації (1999) — за великі заслуги в галузі мистецтва[4].
- Вища театральна премія Санкт-Петербурга «Золотий софіт» (1999) в номінації «Краща жіноча роль».
- премія «Золота маска» (2000) в номінації «Драматична актриса» (за роль Лаури у виставі «Батько» А. Стріндберг, на малій сцені АБДТ).
- Медаль Пушкіна (2004)[5] .
- Головна незалежна акторська премія імені Владислава Стржельчика Спілки театральних діячів Санкт-Петербурга за 2005 рік.
- Медаль ордена «За заслуги перед Вітчизною» II ступеня (2009)[6].
- Медаль ордена «За заслуги перед Вітчизною» I ступеня (2018)[7].